# Micralestes ambiguus
Micralestes ambiguus és una espècie de peix de la família dels alèstids i de l'ordre dels caraciformes.
Els adults poden assolir 4,6 cm de longitud. És un peix d'aigua dolça i de clima tropical. Es troba a Àfrica: el Zaire.